# Andrés Iniesta
Andrés Iniesta Luján (* 11. Mai 1984 in Fuentealbilla) ist ein ehemaliger spanischer Fußballspieler. Der offensive Mittelfeldspieler wurde meist im zentralen Mittelfeld eingesetzt, spielte aber gelegentlich auf der linken Seite, auch als Flügelstürmer. Er absolvierte von 2002 bis 2018 insgesamt 674 Pflichtspiele für den FC Barcelona und erzielte dabei 57 Tore. Mit dem Verein gewann er unter anderem viermal die Champions League und neun spanische Meisterschaften.
Im Finale der WM 2010 gegen die Niederlande erzielte Iniesta kurz vor Ende der Verlängerung das Siegtor für die spanische Fußballnationalmannschaft, die dadurch erstmals Weltmeister wurde. Er wurde bei der Europameisterschaft 2012 zum zweiten Mal nach 2008 Europameister und zudem zum besten Spieler des Turniers gewählt.

## Karriere

### Verein

#### Weltstar und Titelsammler beim FC Barcelona

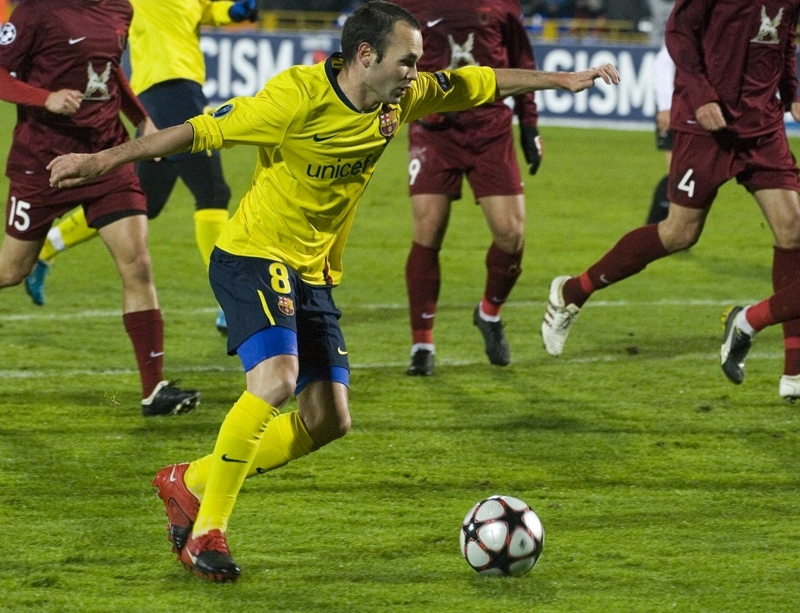
Andrés Iniesta im Einsatz gegen Rubin Kasan, 2009

Andrés Iniesta wurde in Fuentealbilla in der spanischen Provinz Albacete geboren und begann mit dem Fußballspielen bei dem Verein Albacete Balompié aus der Provinzhauptstadt Albacete. Mit zwölf Jahren wurde er bei einem Spiel seines Clubs von Scouts des FC Barcelona entdeckt und wegen seines außerordentlichen Talents sofort verpflichtet. Er besuchte das vereinseigene Internat La Masia und wurde dort ausgebildet. Iniesta durchlief, meist im defensiven Mittelfeld eingesetzt, die Jugendmannschaften des FC Barcelona und kam in der Saison 2000/01 zum FC Barcelona B, bei dem er zum Spielmacher umgeschult wurde.
Am 29. Oktober 2002 setzte Trainer Louis van Gaal Iniesta im Champions-League-Gruppenspiel gegen den FC Brügge erstmals in der ersten Mannschaft ein. Sein erstes Spiel in der spanischen Liga bestritt er am 21. Dezember 2002 gegen RCD Mallorca. Während seiner ersten Saison bei Barça kam er zu sechs Liga- und drei Champions-League-Einsätzen.
In der folgenden Saison 2003/04 war er meist Einwechselspieler für Ronaldinho und kam auf ein Tor in elf Ligaspielen. In seiner dritten Saison, 2004/05, wurde Iniesta zu einer festen Größe im Kader des FC Barcelona und kam in 37 von 38 Ligaspielen zum Einsatz, dabei stand er zwölfmal in der Startelf. Er erzielte zwei Tore und gab einige Torvorlagen für Mitspieler wie Samuel Eto’o oder Ronaldinho. In der Saison 2005/06 steigerte Iniesta seine Leistung stetig. Zu Beginn wiederum meistens nur Ersatzspieler, kam der Mittelfeldspieler nach einer Verletzung seines Mannschaftskameraden Xavi öfter zum Einsatz und erzielte ein Tor.
Mit seinem Treffer in der 7. Minute gegen Lewski Sofia erzielte Iniesta das erste Tor der Champions League 2006/07, das auch sein persönlicher Debüttreffer in der Königsklasse war. Auch in dieser Saison war Iniesta eine der Stützen seiner Mannschaft, dabei verpasste er nur ein einziges Ligaspiel und war mit sechs Toren der torgefährlichste Mittelfeldspieler. Aufgrund dieser Leistungen soll Real Madrid im Juli 2007 60 Millionen Euro für Iniesta geboten haben. Der damalige Präsident des FC Barcelona, Joan Laporta, erklärte umgehend: „Wir werden Iniesta nicht verkaufen. Er gehört zum Herz des FC Barcelona und ist ein Schlüsselspieler von uns.“ Iniesta kommentierte die Offerte von Real Madrid: „Wenn ich sage, dass ich bei Barcelona meine Karriere beenden möchte, dann meine ich das auch von ganzem Herzen so.“
In der Spielzeit 2007/08 absolvierte Iniesta 28 Ligaspiele über die volle Spieldauer, so viele wie noch nie in seiner Karriere. Am 6. Mai 2009 erzielte er im Champions-League-Halbfinal-Rückspiel gegen den FC Chelsea in der Nachspielzeit mit dem einzigen Torschuss seiner Mannschaft im gesamten Spiel das Tor zum 1:1-Endstand, womit die Mannschaft aufgrund der Auswärtstor-Regelung das Finale erreichte. Als Barça drei Wochen später das Champions-League-Finale gegen Manchester United gewann, zählte er zu den besten Spielern auf dem Platz und leitete Eto’os Führungstreffer ein. In dieser Saison gewann er außerdem die spanische Meisterschaft sowie die Copa del Rey und war damit am erstmaligen Gewinn des Triples in der Vereinsgeschichte des FC Barcelona beteiligt. Von der Zeitschrift Don Balón wurde er daraufhin als bester spanischer Spieler der Primera División ausgezeichnet. Bei der Wahl zum Weltfußballer des Jahres 2010 wurde er zwischen seinen Mannschaftskollegen, vor Xavi und hinter Messi, auf Platz zwei gewählt.
In der Saison 2009/10 hatte Iniesta oft mit Verletzungen zu kämpfen und bestritt so nur 20 Ligaspiele von Anfang an. Auch in den letzten Saisonspielen, als Barça erneut die spanische Meisterschaft gewann, war er nicht einsatzfähig und musste auch das Ausscheiden seines Teams im Champions-League-Halbfinale gegen Inter Mailand von der Tribüne aus verfolgen.
In der nächsten Saison bekam Iniesta aufgrund seines Treffers im WM-Finale Standing Ovations der Fans.
Er begann die Saison 2011/12 mit einem Tor gegen Real Madrid in der Supercopa de Espãna. Iniesta spielte 51 Spiele ungeschlagen in der Liga. In der Champions League traf er im Viertelfinale gegen Milan und bei dem aus des FC Barcelona gegen Chelsea im Halbfinale. Er schaffte den dritten Platz im Voting des Ballon d’Or.
2013 unterschrieb Iniesta einen bis 2018 datierten Vertrag beim FC Barcelona. Er fungierte als Vizekapitän und wurde nach dem Abgang von Puyol zum Kapitän ernannt. Während der Copa Del Rey Kampagne schoss er drei Tore und wurde beim Champions-League-Finalsieg 2015 gegen Juventus man of the match.
Während der Saison 2015/16 wurde Iniesta der dritte Barcelona Spieler, der von den Fans von Real Madrid im Santiago Bernabéu Applaus bekam.
Im Oktober 2017 unterschrieb Iniesta einen unbefristeten Vertrag. Am 7. Januar 2018 spielte er sein 650. Spiel für den FC Barcelona gegen Levante.
Nach über 400 Ligaspielen gab Iniesta am 27. April 2018 seinen Abschied zum Saisonende bekannt.

#### Karriereausklang in Japan
Am 24. Mai 2018 wechselte Iniesta zum japanischen Erstligisten Vissel Kōbe und stieß nach der Weltmeisterschaft in Russland zur Mannschaft. Am 22. Juli 2018 debütierte er bei einer 0:3-Niederlage gegen Shonan Bellmare, als er in der 59. Spielminute eingewechselt wurde. Am 1. Januar 2020 gewann der Spanier als Spielführer mit Kōbe nach einem Sieg über die Kashima Antlers im Kaiserpokal 2019 seinen ersten Titel mit dem Klub. Im Juni 2023 gab er bekannt, seinen Vertrag mit Vissel Kōbe zu beenden.

#### Wechsel in die VAE und Karriereende
Im August 2023 wechselte er zum Emirates Club in die Vereinigten Arabischen Emirate. Am 1. März 2024 beim 2:0-Sieg über den Ajman Club kam er zum 1000. Pflichtspieleinsatz seiner Karriere.
Am 8. Oktober 2024 verkündete Iniesta das Ende seiner aktiven Spielerkarriere.

### Nationalmannschaft

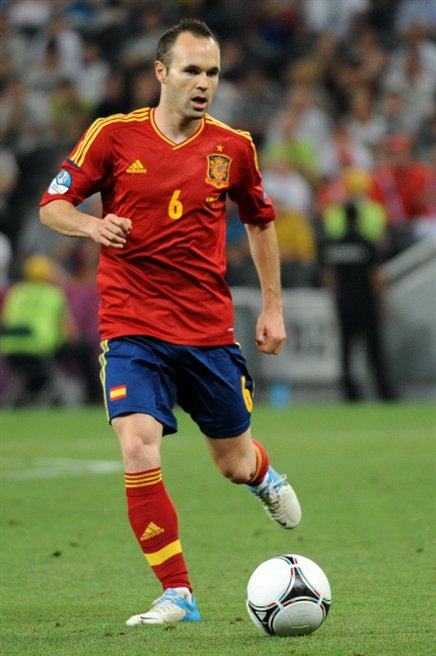
Andrés Iniesta mit Spanien

Iniestas internationale Einsätze begannen im Jahr 2001, als er mit Spanien die U-16-EM gewann. Im darauffolgenden Jahr holte er mit der spanischen U-19-Nationalmannschaft den EM-Titel. Bei der Junioren-Fußballweltmeisterschaft 2003 in den VAE spielte er in der spanischen U20, die das Finale des Turniers erreichte, und wurde nach Turnierende in die FIFA-All-Star-Mannschaft gewählt. Daraufhin war er mehrmals Kapitän der spanischen U21.
Am 25. Mai 2004 spielte der in der Provinz Albacete geborene Iniesta in der von FIFA und UEFA nicht anerkannten katalanischen Fußballauswahl, als er bei der 2:5-Niederlage in einem inoffiziellen Freundschaftsspiel gegen Brasilien in der Startaufstellung stand. Es war bisher sein einziger Einsatz.
Iniestas erstes Spiel für die spanische A-Nationalmannschaft erfolgte am 27. Mai 2006 gegen Russland, als Einwechselspieler für Cesc Fàbregas in der zweiten Halbzeit.

#### Weltmeisterschaft 2006
Iniesta stand im Kader der spanischen Nationalmannschaft für die WM 2006 in Deutschland, wo er im letzten Gruppenspiel gegen Saudi-Arabien zum Einsatz kam. Sein erstes Tor für Spanien erzielte er in einem Freundschaftsspiel im Februar 2007 gegen England.

#### Europameisterschaft 2008
Bei der Qualifikation für die EM 2008 spielte er eine wichtige Rolle in Spaniens Nationalelf, vor allem durch seine Tore gegen Schweden und Island und seine Torvorlagen. Iniesta wurde daraufhin für die EM 2008 in den spanischen Kader berufen. Dabei sahen ihn die spanischen Fans und Medien unter den „Glorreichen Vieren“ des spanischen Mittelfeldes. Neben ihm waren auch Xavi, Cesc Fàbregas und David Silva im „Traum“-Mittelfeld. Im ersten Spiel gegen Russland spielte er einen Pass um die Verteidiger herum auf David Villa, der zum 2:0 traf. Als im Halbfinale der Gegner wieder Russland hieß, wurde er durch seine halbhoch und scharf reingebrachte Flanke vom linken Strafraumecke, die sein Mannschaftskamerad Xavi zum 1:0 vollendete, wiederum zu einem der wichtigsten Spieler auf dem Platz. Iniesta wurde nach seiner überragenden Performance im Finalsieg seiner Mannschaft gegen Deutschland auch ins UEFA-Allstar-Team des Turniers berufen. Er war darüber hinaus der einzige spanische Spieler, der in jedem Spiel der EM 2008 in der Startelf stand.
Am Confed-Cup 2009 konnte er aufgrund einer Oberschenkelverletzung nicht teilnehmen.

#### Weltmeisterschaft 2010
In der Qualifikation zur WM 2010 kam Iniesta in sechs von zehn Spielen zum Einsatz und war gegen Belgien als Torschütze erfolgreich. Bei der WM 2010 war er für das erste Gruppenspiel lange Zeit fraglich, letztlich stand er bei der Partie gegen die Schweiz doch in der Startelf. In dieser Begegnung musste Iniesta kurz vor Ende des Spiels verletzt ausgewechselt werden, wodurch er das zweite Gruppenspiel gegen Honduras verpasste. Für das letzte Gruppenspiel gegen Chile erklärte er sich einsatzbereit und erzielte mit einem präzisen Flachschuss ins rechte Eck das 2:0 für Spanien. Spanien setzte sich damit als Gruppenerster vor Chile durch. Im Achtelfinale gegen Portugal leitete er mit einem Pass auf Xavi, der per Hacke zu Torschütze David Villa weiterspielte, den Siegtreffer ein. Vier Tage später dribbelte sich Iniesta im Viertelfinale gegen Paraguay zum gegnerischen Strafraum durch und legte dann zum freistehenden Pedro ab. Dessen Schuss ging an den Pfosten und Villa verwandelte im Anschluss zum einzigen Tor des Tages. Iniesta wurde im Nachhinein, wie schon im Gruppenspiel gegen Chile, zum Man of the Match gewählt. Es folgte das Halbfinale gegen Deutschland, das seine Mannschaft besonders im Mittelfeld dominierte und das Spiel am Ende durch ein Tor von Carles Puyol für sich entscheiden konnte. Im Endspiel gegen die Niederlande steigerte sich Iniesta im Verlaufe des Spiels immer mehr, nachdem er in der regulären Spielzeit kein Mittel gegen die niederländische Defensive fand. In der Verlängerung legte er eine Torchance für Cesc Fàbregas auf und ließ sich meist nur noch durch Fouls stoppen, was zum Platzverweis von John Heitinga führte, und erzielte schließlich das Siegtor in der 116. Minute. Iniesta, der wiederum zum Man of the Match gewählt wurde, schoss Spanien damit zum ersten Gewinn einer Fußball-Weltmeisterschaft.

#### Europameisterschaft 2012
Iniesta wurde bei der Europameisterschaft 2012 in Polen und der Ukraine zum Spieler des Turniers gewählt und verteidigte mit Spanien erfolgreich den Titel.
Im selben Jahr wurde er zum UEFA Best Player in Europe („Europas Fußballer des Jahres“) gekürt. Er war der erste Spieler seit 2007, der die Dominanz seines Teamkollegen Lionel Messi und von Cristiano Ronaldo bei derartigen Auszeichnungen durchbrach, und erhielt bei der Live-Abstimmung nur eine Stimme mehr als jeweils die anderen beiden.
Beim Konföderationen-Pokal 2013 erreichte er mit Spanien erstmals das Finale, verlor dort gegen Gastgeber Brasilien nach einer Rekordserie von 29 Pflichtspielen ohne Niederlage. Iniesta wurde als zweitbester Spieler mit dem „Silbernen Ball“ ausgezeichnet und war „Player of the Match“ im ersten Spiel gegen Uruguay.

#### Weltmeisterschaft 2014
Bei der WM 2014 in Brasilien schied er mit Spanien in der Gruppenphase aus.

#### Europameisterschaft 2016
Bei der Fußball-Europameisterschaft 2016 in Frankreich wurde er als Stammspieler in das Aufgebot Spaniens aufgenommen. Alle Partien im Turnier spielte er über die volle Spielzeit. Im Auftaktspiel verwandelte Piqué seine Hereingabe kurz vor Schluss zum entscheidenden 1:0. Als Vorrundenzweiter traf das Team im Achtelfinale auf Italien und schied erneut früh aus.

#### Weltmeisterschaft 2018
Bei der Weltmeisterschaft 2018 schied Iniesta im Achtelfinale gegen die russische Auswahl nach Elfmeterschießen aus. Nach dem Spiel trat er aus der Nationalmannschaft zurück. In 131 Länderspielen erzielte Iniesta 14 Tore.

## Titel und Auszeichnungen

### Nationalmannschaft
- Weltmeister: 2010
- Europameister (2): 2008, 2012
- U19-Europameister: 2002
- U16-Europameister: 2001

### Vereine
International

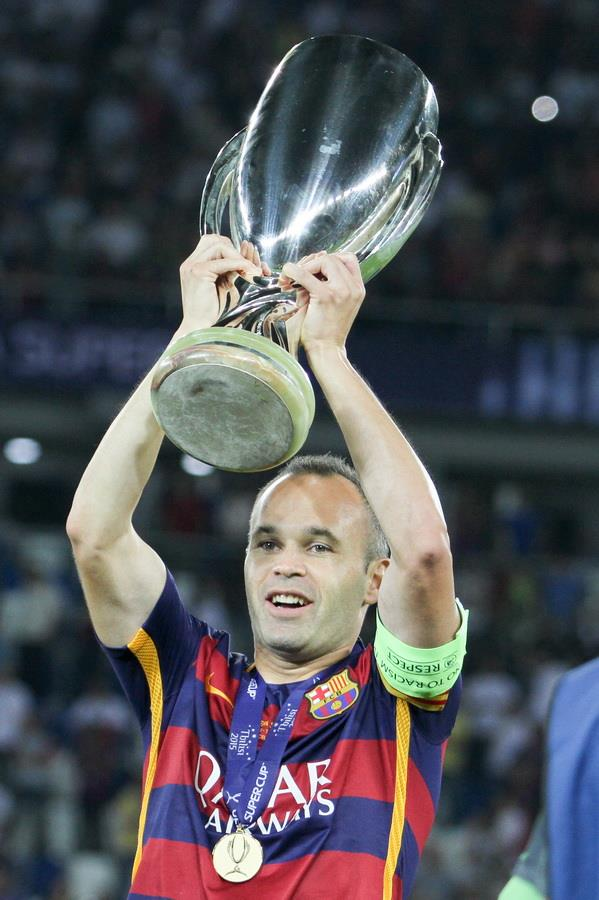
Iniesta nach dem Gewinn des UEFA Super Cups 2015

- Champions-League-Sieger (4): 2006, 2009, 2011, 2015
- Klub-Weltmeister (3): 2009, 2011, 2015
- UEFA-Super-Cup-Sieger (3): 2009, 2011, 2015

Spanien
- Meister (9): 2005, 2006, 2009, 2010, 2011, 2013, 2015, 2016, 2018
- Pokalsieger (6): 2009, 2012, 2015, 2016, 2017, 2018
- Supercupsieger (7): 2005, 2006, 2009, 2010, 2011, 2013, 2016

Japan
- Meister: 2023
- Pokalsieger: 2019
- Supercupsieger: 2020

### Auszeichnungen
- UEFA Best Player in Europe („Europas Fußballer des Jahres“): 2012
- FIFA Ballon d’Or („Weltfußballer des Jahres“): 2. Platz 2010, 3. Platz 2012
- 3. Platz bei der Wahl des Ballon d’Or Dream Teams (Offensives Mittelfeld)
- Fußballer des Jahres in Spanien: 2009
- IFFHS Welt-Spielmacher (2): 2012, 2013
- Wahl in die FIFA/FIFPro World XI (9): 2009, 2010, 2011, 2012, 2013, 2014, 2015, 2016, 2017
- Wahl ins UEFA Team of the Year (6): 2009, 2010, 2011, 2012, 2015, 2016
- Spieler des Turniers bei der EM 2012
- Wahl ins UEFA-All-Star-Team: EM 2008, EM 2012
- Wahl ins All-Star-Team der WM 2010
- Konföderationen-Pokal 2013: Silberner Ball als zweitbester Spieler
- Golden Foot: 2014
- Bester offensiver Mittelfeldspieler Liga BBVA 2013/14[61]
- Premio Bulgarelli Number 8: 2018

## Spielstil und Fähigkeiten
Iniesta ist ein vielseitiger Spieler, der auf verschiedenen Positionen eingesetzt werden kann. In der Regel spielt er im linken offensiven Mittelfeld, manchmal auch im rechten oder aber als linker Außenstürmer. Er wechselt während eines Spiels gerne die Seite und bringt sich mit seiner guten Schusstechnik in das Angriffsspiel mit ein. Zu seinen herausragenden Stärken gehören seine technische Beschlagenheit, seine Passsicherheit und sein Blick für den freien Raum, mit denen es ihm immer wieder gelingt, die gegnerische Verteidigung auszuhebeln. Sein ehemaliger Mannschaftskamerad Samuel Eto’o sagte über ihn: „Er ist einer der wenigen Fußballer, denen alles Schwierige leichthin gelingt“.
Sein großes Vorbild ist sein ehemaliger Trainer Pep Guardiola, den er als Poster in seinem Zimmer hängen und worauf er geschrieben hatte: „Für den besten Spieler, den ich jemals gesehen habe.“ Ebendieser Guardiola sagte in den Neunzigern über Iniesta zu Xavi: „Schau dir mal diesen Iniesta im Jugendteam an. Xavi, du wirst mich in die Rente schicken, aber Iniesta, der schickt uns alle in den Ruhestand.“
Guardiola nannte ihn „Meister über Raum und Zeit“, der deutsche Sportjournalist Christian Eichler bezeichnete ihn als den „größte(n) Spieler, den Spanien je hatte“.

## Persönliches
Iniesta wuchs in der Region La Mancha auf. In seiner Heimatgemeinde Fuentealbilla wurde 2007 eine Straße (Calle Andrés Iniesta) nach ihm benannt, in der er sich später ein Haus bauen ließ. Iniesta ist in Fuentealbilla zudem Besitzer eines 120 Hektar großen Weinbergs.
Über Iniestas Privatleben ist wenig bekannt, im Juli 2012 hat er seine Freundin Anna Ortiz geheiratet. Im April 2011 kam die erste gemeinsame Tochter zur Welt. Im Jahr 2014 verloren er und seine Frau ihr zweites gemeinsames Kind aufgrund einer Fehlgeburt. Anschließend bekam das Paar vier weitere Kinder, zwei Söhne und zwei Töchter.
Nachdem Iniesta im WM-Finale 2010 das Siegtor erzielt und sein Trikot ausgezogen hatte, war auf seinem Unterhemd zu lesen: „Dani Jarque siempre con nosotros“ (zu deutsch: Dani Jarque immer mit uns). Damit gedachte er seines langjährigen Freundes Daniel Jarque, mit dem er in vielen spanischen Jugendnationalmannschaften gespielt hatte und 2002 gemeinsam U-19-Europameister geworden war. Der ehemalige Kapitän von Espanyol Barcelona war 2009 im Alter von 26 Jahren an Herzversagen gestorben.

## Sonstiges
Seit er zur Profimannschaft des FC Barcelona kam, trug Iniesta das Trikot mit der Nummer 24. Nachdem Ludovic Giuly im Juli 2007 zum AS Rom gewechselt war, bekam Iniesta das Trikot mit der nun freigewordenen Wunschnummer 8. Diese Nummer hatte er bereits in seiner Jugendzeit getragen. Sein Mitspieler Xavi hat im Verein die Nummer 6, dagegen hatte Xavi in der Nationalmannschaft bei der EM 2012 und dem Confed-Cup 2013 die Nummer 8 und Iniesta die Nummer 6.
Es gibt ein Buch in katalanischer Sprache, das Iniestas Erlebnisse während der Saison 2008/09 beschreibt.
Im Dezember 2011 kaufte Iniesta 7000 Aktien seines Heimatvereins Albacete Balompié für 420.000 Euro. Damit soll er Hauptaktionär des Clubs sein.